# La Salvetat-Belmontet
 La Salvetat-Belmontet  es una población y comuna francesa, en la región de Mediodía-Pirineos, departamento de Tarn y Garona, en el distrito de Montauban y cantón de Monclar-de-Quercy.

## Demografía
| 444 | 392 | 378 | 451 | 502 | 514 |
| Para los censos de 1962 a 1999 la población legal corresponde a la población sin duplicidades (Fuente: INSEE [Consultar]) |     |     |     |     |     |